# Liste der Baudenkmäler in Uedem
Die Liste der Baudenkmäler in Uedem enthält die denkmalgeschützten Bauwerke auf dem Gebiet der Gemeinde Uedem im Kreis Kleve in Nordrhein-Westfalen (Stand: Juni 2021). Diese Baudenkmäler sind in der Denkmalliste der Gemeinde Uedem eingetragen; Grundlage für die Aufnahme ist das Denkmalschutzgesetz Nordrhein-Westfalen (DSchG NRW).

| Bild                            | Bezeichnung                                          | Lage                                      | Beschreibung                            | Bauzeit           | Eingetragen seit | Denkmal- nummer |
| ------------------------------- | ---------------------------------------------------- | ----------------------------------------- | --------------------------------------- | ----------------- | ---------------- | --------------- |
| weitere Bilder                  | Hohe Mühle                                           | Uedemerfeld Mühlenstraße Karte            |                                         |                   | 13.03.1986       | A/01/03/86      |
| weitere Bilder                  | Stadtturm „Schlüterei“                               | Uedem Turmwall 20 Karte                   |                                         | 1. Hälfte 14. Jh. | 13.03.1986       | A/02/03/86      |
| weitere Bilder                  | Haus „Drei Eschen“                                   | Uedem Ostwall 11 Karte                    |                                         |                   | 13.03.1986       | A/03/03/86      |
| weitere Bilder                  | Evangelische Kirche                                  | Uedem Markt 2 Karte                       |                                         |                   | 13.03.1986       | A/04/03/86      |
| weitere Bilder                  | Heiligenhäuschen der Liebfrauenbruderschaft          | Uedem Nordwall/Ecke Marienstraße Karte    |                                         |                   | 13.03.1986       | A/05/03/86      |
| weitere Bilder                  | T-Haus                                               | Uedemerfeld Kirsel 110 Karte              |                                         |                   | 13.03.1986       | A/06/03/86      |
| BW                              | T-Haus                                               | Uedemerfeld Uedemerfelder Weg 21 Karte    |                                         |                   | 13.03.1986       | A/07/03/86      |
| weitere Bilder                  | Wohnhaus „Haus Kolk“ und Stallgebäude                | Uedemerbruch Haus Kolk 1 Karte            |                                         |                   | 13.03.1986       | A/08/03/86      |
| weitere Bilder                  | Kath. Pfarrkirche St. Jodokus Keppeln                | Keppeln Dorfstr./ Ecke Rosenstraße Karte  |                                         |                   | 13.03.1986       | A/09/03/86      |
| BW                              | Niederrheinisches Hallenhaus                         | Keppeln Verkältstraße 35 Karte            |                                         |                   | 13.03.1986       | A/10/03/86      |
| weitere Bilder                  | Kath. Pfarrkirche zur Heiligen Familie               | Uedemerbruch Dorf 12a Karte               |                                         |                   | 13.03.1986       | A/11/03/86      |
| weitere Bilder                  | Wohnhaus                                             | Uedem Südwall 6 Karte                     |                                         |                   | 29.07.1988       | A/12/07/88      |
| BW                              | Wohnhaus                                             | Uedem Bahnhofstraße 27 Karte              |                                         |                   | 29.07.1988       | A/13/07/88      |
| weitere Bilder                  | Wohnhaus                                             | Uedem Bahnhofstraße 32 Karte              |                                         |                   | 29.07.1988       | A/14/07/88      |
| BW                              | Haus „Alte Apotheke“                                 | Uedem Bahnhofstraße 4 Karte               |                                         |                   | 29.07.1988       | A/15/07/88      |
| weitere Bilder                  | Haus „Alte Kaplanei“                                 | Uedem Viehstraße 17 Karte                 |                                         |                   | 29.07.1988       | A/16/07/88      |
| Kath. Pfarrhaus                 | Kath. Pfarrhaus                                      | Keppeln Rosenstraße 6 Karte               |                                         |                   | 29.07.1988       | A/17/07/88      |
| Wohnhaus/Gaststätte (ohne Saal) | Wohnhaus/Gaststätte (ohne Saal)                      | Uedemerbruch Dorf 21 Karte                |                                         |                   | 29.07.1988       | A/18/07/88      |
| BW                              | Wohn-Stallhaus                                       | Uedemerbruch Holländische Straße 28 Karte |                                         |                   | 19.07.1992       | A/19/07/92      |
| Wohn-/Bauernhaus                | Wohn-/Bauernhaus                                     | Keppeln Loefscher Weg 3 Karte             |                                         |                   | 02.03.1994       | A/02/03/94      |
| weitere Bilder                  | Pumpenhaus der ehemaligen zentralen Wasserversorgung | Uedem                                     |                                         |                   | 03.07.2003       | A/03/07/03      |
| BW                              | Backsteinvilla                                       | Uedem Mühlhoffstraße 28 Karte             |                                         |                   | 20.06.2005       | A/27/11/03      |
| weitere Bilder                  | Scheune                                              | Uedemerbruch Marienbaumer Straße 30 Karte |                                         |                   | 01.04.2005       | A/19/04/05      |
| weitere Bilder                  | Hochkreuz mit Priestergrablege                       | Keppeln Friedhof Keppeln Karte            |                                         | Um oder nach 1900 | 01.04.2005       | A/01/04/05      |
| weitere Bilder                  | Gefallenendenkmal                                    | Uedemerbruch Dorf Karte                   | Bildhauer: Wilhelm Hanebal              | 1937              | 01.04.2005       | A/01/04/05      |
| BW                              | Hallenhaus                                           | Uedemerbruch Gellinger Straße 7 Karte     |                                         |                   | 01.04.2005       | A/01/04/05      |
| weitere Bilder                  | Wohnhaus                                             | Uedem Gocher Straße 3 Karte               | Baudenkmal mit klassizistischer Fassade | um 1850           | 25.11.2014       | A/24/11/07      |
| BW                              | T-Haus                                               | Uedemerfeld Steinbergen 37 Karte          |                                         |                   | 25.11.2014       | A/26/11/07      |
| weitere Bilder                  | Kath. Pfarrkirche St. Laurentius                     | Uedem Agathawall 12 Karte                 |                                         |                   | 16.11.2015       | 051540560100023 |